# Шабанбайбійський сільський округ
Шабанбайбі́йський сільський округ (каз. Шабанбай би ауылдық округі, рос. Шабанбайбийский сельский округ) — адміністративна одиниця у складі Актогайського району Карагандинської області Казахстану. Адміністративний центр — село Шабанбай-бі.
Населення — 474 особи (2021; 882 у 2009, 1078 у 1999, 1613 у 1989).
Станом на 1989 рік існувала Амангельдинська сільська рада (села Акшкол, Жинішке, Касабай, Сона, Шилим). 2007 року було ліквідовано село Керегетас.

## Склад
До складу округу входять такі населені пункти:
| Населений пункт   | Населення, осіб (1989) | Населення, осіб (1999) | Населення, осіб (2009) | Населення, осіб (2021) |
| ----------------- | ---------------------- | ---------------------- | ---------------------- | ---------------------- |
| Бегази, село      | 176                    | 47                     | 81                     | 35                     |
| Касабай, село     | 179                    | 100                    | 132                    | 30                     |
| Сона, село        | 190                    | 74                     | 106                    | 29                     |
| Керегетас, село   | 192                    | 41                     | -                      | -                      |
| Шабанбай-бі, село | 876                    | 816                    | 563                    | 380                    |